# Ballon d'Or 2006

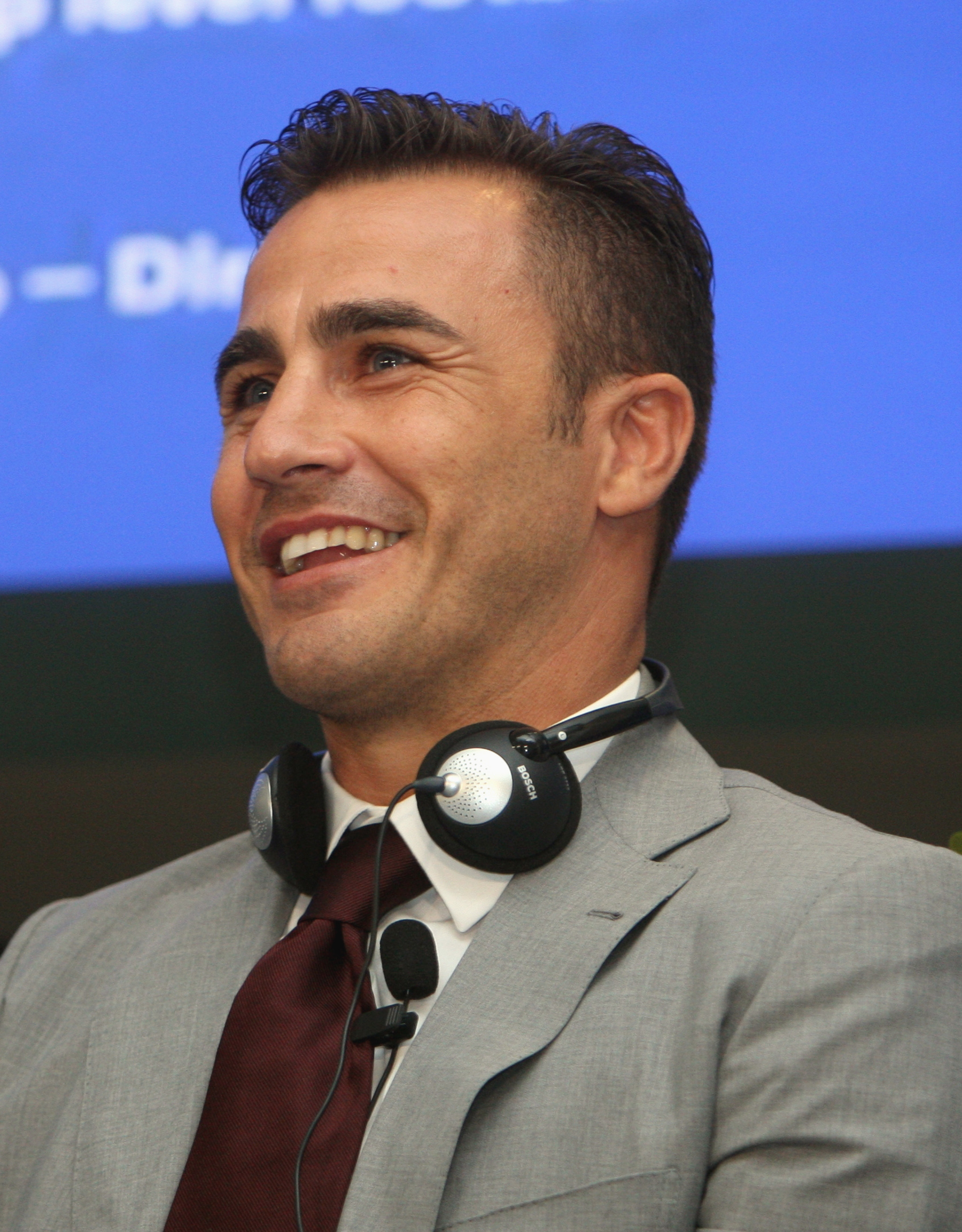
Fabio Cannavaro

De Ballon d'Or 2006 was de 51e editie van de voetbalprijs georganiseerd door het Franse tijdschrift France Football. De prijs werd gewonnen door de Italiaan Fabio Cannavaro (Juventus).
De jury was samengesteld uit 52 journalisten die aangesloten waren bij de volgende verenigingen van de UEFA: Albanië, Andorra, Armenië, Azerbeidzjan, Duitsland, Oostenrijk, België, Bulgarije, Wit-Rusland, Bosnië-Herzegovina, Cyprus, Kroatië, Slovenië, Slowakije, Estland, Denemarken, Spanje, Finland, Frankrijk, Wales, Georgië, Griekenland, Hongarije, Engeland, Ierland, Noord-Ierland, Faeröer-eilanden, IJsland, Israël, Italië, Letland, Litouwen, Kazachstan, Liechtenstein, Luxemburg, Macedonië, Malta, Moldavië, Nederland, Noorwegen, Polen, Portugal, Roemenië, Rusland, San Marino, Schotland, Tsjechië, Zweden, Zwitserland, Oekraïne, Turkije en Joegoslavië.
De resultaten van de stemming werden gepubliceerd in editie 3164 van France Football op 28 november 2006. 

## Stemprocedure
Elk jurylid koos de beste vijf spelers van Europa uit een shortlist van vijftig spelers. De speler op de eerste plaats kreeg vijf punten, de tweede keus vier punten en zo verder. Op die wijze werden 780 punten verdeeld, 260 punten was het maximale aantal punten dat een speler kon behalen (in geval van een tweeënvijftig koppige jury).

## Uitslag
| Plaats | Speler             | Club                        | Stemmen | Stemmen | Stemmen | Stemmen | Stemmen | Stemmen | Punten |
| Plaats | Speler             | Club                        | 1º      | 2º      | 3º      | 4º      | 5º      | Totaal  | Punten |
| ------ | ------------------ | --------------------------- | ------- | ------- | ------- | ------- | ------- | ------- | ------ |
| 1º     | Fabio Cannavaro    | Juventus / Real Madrid      | 20      | 12      | 5       | 5       |         | 42      | 173    |
| 2º     | Gianluigi Buffon   | Juventus                    | 14      | 6       | 8       | 2       | 2       | 32      | 124    |
| 3º     | Thierry Henry      | Arsenal                     | 6       | 15      | 5       | 6       | 4       | 36      | 121    |
| 4º     | Ronaldinho         | FC Barcelona                | 2       | 5       | 6       | 10      | 5       | 28      | 73     |
| 5º     | Zinédine Zidane    | Real Madrid                 | 6       | 4       | 5       | 3       | 4       | 22      | 71     |
| 6º     | Samuel Eto'o       | FC Barcelona                | 2       | 3       | 9       | 6       | 6       | 26      | 67     |
| 7º     | Miroslav Klose     | Werder Bremen               |         | 1       | 4       | 4       | 5       | 14      | 29     |
| 8º     | Didier Drogba      | Chelsea                     |         | 1       | 3       | 5       | 2       | 11      | 25     |
| 9º     | Andrea Pirlo       | AC Milan                    |         | 2       | 1       | 2       | 2       | 7       | 17     |
| 10º    | Jens Lehmann       | Arsenal                     | 1       | 1       |         | 2       |         | 4       | 13     |
| 11º    | Deco               | FC Barcelona                |         |         | 2       | 2       | 1       | 5       | 11     |
|        | Kaká               | AC Milan                    |         |         | 1       | 2       | 4       | 7       | 11     |
| 13º    | Franck Ribéry      | Olympique Marseille         |         | 1       |         |         | 5       | 6       | 9      |
| 14º    | Gennaro Gattuso    | AC Milan                    | 1       |         |         |         |         | 1       | 5      |
|        | Patrick Vieira     | Juventus / Internazionale   |         | 1       |         |         | 1       | 2       | 5      |
|        | Cristiano Ronaldo  | Manchester United           |         |         | 1       |         | 2       | 3       | 5      |
| 17º    | Frank Lampard      | Chelsea                     |         |         | 1       |         |         | 1       | 3      |
|        | Lukas Podolski     | 1. FC Köln / Bayern München |         |         | 1       |         |         | 1       | 3      |
|        | Carles Puyol       | FC Barcelona                |         |         |         |         | 3       | 3       | 3      |
| 20º    | Juninho            | Olympique Lyon              |         |         |         | 1       |         | 1       | 2      |
|        | Lionel Messi       | FC Barcelona                |         |         |         | 1       |         | 1       | 2      |
|        | Luca Toni          | Fiorentina                  |         |         |         | 1       |         | 1       | 2      |
|        | John Terry         | Chelsea                     |         |         |         |         | 2       | 2       | 2      |
|        | Gianluca Zambrotta | Juventus / FC Barcelona     |         |         |         |         | 2       | 2       | 2      |
| 25º    | Philipp Lahm       | Bayern München              |         |         |         |         | 1       | 1       | 1      |
|        | David Villa        | Valencia                    |         |         |         |         | 1       | 1       | 1      |

## Referentie
- Eindklassement op RSSSF

France Football:
1956 · 
1957 · 
1958 · 
1959 · 
1960 · 
1961 · 
1962 · 
1963 · 
1964 · 
1965 · 
1966 · 
1967 · 
1968 · 
1969 · 
1970 · 
1971 · 
1972 · 
1973 · 
1974 · 
1975 · 
1976 · 
1977 · 
1978 · 
1979 · 
1980 · 
1981 · 
1982 · 
1983 · 
1984 · 
1985 · 
1986 · 
1987 · 
1988 · 
1989 · 
1990 · 
1991 · 
1992 · 
1993 · 
1994 · 
1995 · 
1996 · 
1997 · 
1998 · 
1999 · 
2000 · 
2001 · 
2002 · 
2003 · 
2004 · 
2005 · 
2006 · 
2007 · 
2008 · 
2009 · 
2016 · 
2017 · 
2018 · 
2019 · 
2021 · 
2022 · 
2023 · 
2024